# Kriva Reka (gmina Brus)
Kriva Reka (cyr. Крива Река) – wieś w Serbii, w okręgu rasińskim, w gminie Brus. W 2011 roku liczyła 384 mieszkańców.